# Andrei Mărgăritescu
Silviu Andrei Mărgăritescu (* 1. Januar 1980 in Pitești, Kreis Argeș) ist ein ehemaliger rumänischer Fußballspieler. Der Mittelfeldspieler bestritt insgesamt 189 Spiele in der rumänischen Liga 1 und der russischen Premjer-Liga. Im Jahr 2007 gewann er mit Dinamo Bukarest die rumänische Meisterschaft.

## Karriere

### Verein
Mărgăritescu begann seine Karriere bei Rapid Bukarest, wo er am 2. Oktober 1999 zu seinem ersten Einsatz in der Divizia A (heute Liga 1) kam. Am Saisonende erreichte er die Vizemeisterschaft. Dennoch wechselte er zu Tractorul Brașov in die zweitklassige Divizia B. Nach weiteren Stationen bei Olimpia Satu Mare und Unirea Focșani eröffnete sich im Sommer 2004 für ihn erneut die Möglichkeit, in der Divizia A zu spielen, und er schloss sich dem rumänischen Spitzenklub Dinamo Bukarest an.
Bereits in seiner ersten Spielzeit wurde Mărgăritescu erneut Vizemeister und konnte den rumänischen Pokal gewinnen. Der Höhepunkt seiner Karriere wurde zwei Jahre später der Gewinn der Meisterschaft.
Im Sommer 2008 verließ Mărgăritescu nach vier Jahren Dinamo und wechselte zu Terek Grosny in die russische Premjer-Liga. Mit Grosny konnte er sich stets im Mittelfeld platzieren, kam aber in der Saison 2009 nicht mehr regelmäßig zum Einsatz. Im Januar 2010 kehrte er zu Dinamo Bukarest zurück. Dort konnte er sich keinen Stammplatz erkämpfen. Im Sommer 2011 verließ er Dinamo abermals und schloss sich Aufsteiger CS Mioveni an. Am Ende der Spielzeit 2011/12 musste er mit seinem neuen Klub absteigen. Er blieb Mioveni auch in Liga II treu. Anfang 2014 verließ er den Klub zu Atletic Bradu in die Liga III. Im Sommer 2015 kehrte er zu Argeșul Pitești in seine Heimatstadt zurück, wo er wenige Monate später seine Laufbahn beendete.

## Nationalmannschaft
Andrei Mărgăritescu bestritt in den Jahren 2006 und 2007 drei Spiele für die rumänische Fußballnationalmannschaft. Seinen ersten Einsatz hatte er am 6. September 2006 gegen Albanien.

## Erfolge
- Rumänischer Meister: 2007
- Rumänischer Vizemeister: 2000, 2005
- Rumänischer Pokalsieger: 2005